# توم شيرمان (فنان)
توم شيرمان هو فنان فيديو وفنان كندي، ولد في 5 أغسطس 1947 في مانيستي في الولايات المتحدة.